# Kommunalwahlen in Mosambik 2003
Die Lokalen Wahlen in Mosambik 2003 wurden am 19. November 2003 in den 33 Städten („municipios“)  Mosambiks durchgeführt. Es waren die zweiten Lokalwahlen seit der Unabhängigkeit Mosambiks. Die Wahlbeteiligung betrug 24,16 %. 
Gewählt wurden die Bürgermeister und die Ratsversammlungen in folgenden Ortschaften (aufgelistet nach Provinz):
- Cabo Delgado: Moçimboa da Praia, Montepuez, Pemba
- Gaza: Chibuto, Chókwè, Manjacaze, Xai-Xai
- Inhambane: Inhambane (Stadt), Maxixe, Vilankulo
- Manica: Catandica, Chimoio, Manica-Stadt
- Maputo-City
- Maputo: Manhiça, Matola
- Nampula: Angoche, Ilha de Moçambique, Monapo, Nacala, Nampula
- Niassa: Cuamba, Lichinga, Metangula
- Sofala: Beira, Dondo, Marromeu
- Tete: Moatize, Tete
- Zambezia: Gúruè, Milange, Mocuba, Quelimane

## Ergebnisse
Die Regierungspartei FRELIMO errang die – oft überwältigende – Mehrheit der Stimmen in den meisten Städten und Ortschaften. Nur in Nacala Porto, Ilha de Moçambique, Angoche und Beira, der zweitgrößten Stadt des Landes, gewann die größte Oppositionspartei Mosambiks, RENAMO, die Mehrheit und stellte auch den Bürgermeister. 
11 weitere Parteien oder unabhängige Kandidaten traten in einzelnen Ortschaften an. Nur wenige von ihnen stellten sich in mehreren Städten zur Wahl. Partido Trabalhista (PT) und Partido Independente de Moçambique (PIMO) waren auf den meisten Wahlzetteln vertreten, ohne nennenswerte Erfolge erringen zu können. Kaum eine der Kleinparteien erreichte 5 % bei einer einzelnen Wahl. 
Hervorstechende Ergebnisse von Kleinparteien / Unabhängigen:
- In Maputo-City errang Philipe Gagnaux von der JPC 10,03 % der Stimmen bei den Bürgermeisterwahlen, seine Partei 8,02 % und damit 5 Sitze bei den Wahlen zur Ratsversammlung.
- Der unabhängige Kandidat Jorge Simões erreichte 13,75 % bei der Bürgermeisterkandidatur in Ilha de Moçambique.

## Demokratische Standards
Internationale Beobachter etwa vom Carter-Center kritisierten einzelne Aspekte des Wahlablaufes, z. B. einige Fehler bei der Errechnung von Wahlergebnisse, Unstimmigkeiten in Wählerlisten, die Einschränkung der Bewegungsfreiheit der Beobachter und die niedrige Wahlbeteiligung. Insgesamt bewerteten sie die Wahlen jedoch als demokratisch und fair. Auch die enttäuschend niedrige Wahlbeteiligung muss bereits als ein Fortschritt gegenüber den letzten Lokalen Wahlen 1998 angesehen werden, bei denen aufgrund des Boykotts durch RENAMO und anderer Parteien nur 15 % der Wahlberechtigten von ihrem Stimmrecht Gebrauch gemacht hatten.